# Ahernia glandulosa
Ahernia es un género monotípico de arbustos perteneciente a la familia de las achariáceas. Su única especie: Ahernia glandulosa Merrill, es originaria de Asia en China.

## Taxonomía
Ahernia glandulosa fue descrita por Elmer Drew Merrill) y publicado en Philipp. J. Sci., C 4: 295 1909. 